# Сутина (Мућ)
Сутина је насељено место у саставу општине Мућ, Сплитско-далматинска жупанија, Република Хрватска.

## Историја
До територијалне реорганизације у Хрватској налазила се у саставу старе општине Солин.

## Становништво
На попису становништва 2011. године, Сутина је имала 349 становника.
| Број становника по пописима | Број становника по пописима | Број становника по пописима | Број становника по пописима | Број становника по пописима | Број становника по пописима | Број становника по пописима | Број становника по пописима | Број становника по пописима | Број становника по пописима | Број становника по пописима | Број становника по пописима | Број становника по пописима | Број становника по пописима | Број становника по пописима | Број становника по пописима |
| --------------------------- | --------------------------- | --------------------------- | --------------------------- | --------------------------- | --------------------------- | --------------------------- | --------------------------- | --------------------------- | --------------------------- | --------------------------- | --------------------------- | --------------------------- | --------------------------- | --------------------------- | --------------------------- |
| 1857                        | 1869                        | 1880                        | 1890                        | 1900                        | 1910                        | 1921                        | 1931                        | 1948                        | 1953                        | 1961                        | 1971                        | 1981                        | 1991                        | 2001                        | 2011                        |
| 247                         | 439                         | 260                         | 276                         | 299                         | 297                         | 410                         | 388                         | 429                         | 507                         | 527                         | 546                         | 409                         | 356                         | 313                         | 349                         |

Напомена: У 1991. повећано за део насеља Неорић. У 1869. и 1921. садржи податке за насеље Зелово.

### Попис1991.
На попису становништва 1991. године, насељено место Сутина је имало 356 становника, следећег националног састава:
| Попис 1991.‍ | Попис 1991.‍ | Попис 1991.‍ | Попис 1991.‍ | Попис 1991.‍ |
| ----------- | ----------- | ----------- | ----------- | ----------- |
|             |             |             |             |             |
| Хрвати      | Хрвати      |             | 354         | 99,43%      |
| Југословени | Југословени |             | 1           | 0,28%       |
| Срби        | Срби        |             | 1           | 0,28%       |
| укупно: 356 |             |             |             |             |